# Seaton Delaval
Seaton Delaval est un village en Angleterre, situé dans le comté de Northumberland.
Sa population est estimée à 8 247 habitants en 2020.